# Andrés Recalde
Andrés Recalde (ur. 5 czerwca 1904, zm. 17 stycznia 1956) – urugwajski bokser.
Uczestniczył w Letnich Igrzyskach Olimpijskich, w 1924 roku, gdzie w pierwszej walce w kategorii muszej przegrał na punkty z Gaetano Lanzim z Włoch.